# Військовий навчальний заклад
Військо́вий навча́льний за́клад — заклад середньої чи вищої освіти, який готує офіцерські кадри для подальшого проходження військової служби у лавах Збройних сил держав світу.
У деяких державах такі заклади мають назву вищих або середніх військових шкіл, військових училищ, військових коледжів, військових інститутів, військових університетів або військових академій.

## Військові академії на території УРСР
- Військова академія протиповітряної оборони Сухопутних військ імені Маршала Радянського Союзу Олександра Василевського (1974—1993 рр.), пізніше на її базі створено Національний університет оборони України імені Івана Черняховського
- Харківськаї військова інженерна радіотехнічна академія ППО ім. Л. О. Говорова (1941—1993 рр.)

## Військові училища УРСР
З 1970-х років і до розпаду СРСР у 1991 році більшість військових навчальних закладів носили назву Військове училище.

### Класифікація військових училищ
На 1980-ті роки військові училища були
- вищі командні (термін навчання 4 роки)
- вищі інженерні (термін — 5 років)
- середні[2] із терміном навчання 3 роки.

По закінченню військового училища випускник отримував військове звання лейтенант і відповідний цивільний диплом за обраною спеціальністю загальносоюзного зразка.

### Військові училищаКиєва
Київ часів УРСР був справжньою мілітарною столицею радянської республіки. На першу половину 1980х років в Києві налічувалося 9 військових училищ:
- Київське вище військове авіаційне інженерне училище
- Київське загальновійськове командне училище імені М. В. Фрунзе — територія містечка поблизу станції метро Берестейська (у ті роки Жовтнева)[3];[4] з 1968 року переведені з Одеси на територію, яку до них займали ракетники РВСП, які (в свою чергу) носили танкові знаки розрізнення. Навчальний центр с. Старе (Бориспільський район) 90 км під Києвом.
- Київське вище інженерне зенітно-ракетне училище — Повітрофлотський проспект[5][6]
- Київське вище військово-морське політичне училище — на території нинішньої Києво-Могилянської академії, Контрактова площа, Поділ[7]
- Київське вище військове інженерне училище зв'язку імені М.І Калініна, — вул. Московська, 45/1[8], Печерськ, на розі з вул.Старонаводницькою; батальйон зв'язку забезпечення навчального процесу бззнп — село Бортничі
- Київське вище інженерне радіотехнічне училище протиповітряної оборони КВВІРТУ ППО — Вулиця Юрія Іллєнка, 81, також була навчально-практична база біля села Лютіж
- Київське вище танкове інженерне училище — Повітрофлотський проспект[6]
- Київське Суворовське військове училище

### Київська область
- Васильківське військове авіаційне технічне училище — середнє училище з терміном навчання 3 роки, випускало авіаційних техніків за фахом СД (рос. самолет-двигатель)

### Військові училищаДонецька
- Донецьке вище військово-політичне училище інженерних військ і військ зв'язку

### Військові училищаЖитомира
- Житомирське вище командне училище радіоелектроніки протиповітряної оборони

### Військові училищаКам'янця-Подільського
- Кам'янець-Подільське вище військово-інженерне командне училище

### Військові училища Луганська (Ворошиловграда)
- Луганське вище військове авіаційне училище штурманів

### Військові училищаЛьвова
- Львівське вище військово-політичне училище

### Військові училищаОдеси
- Одеське вище артилерійське командне ордена Леніна училище
- Одеське вище військове об'єднане командно-інженерне училище ППО

### Військові училищаПолтави
- Полтавське вище військове командне училище зв'язку
- Полтавське вище зенітне ракетне командне училище

### Військові училища Севастополя
- Чорноморське вище військово-морське училище
- Севастопольське вище військово-морське інженерне училище

### Військові училищаСум
- Сумське вище артилерійське командне училище

### Військові училищаХаркова
- Харківське вище військове авіаційне училище льотчиків
- Харківське вище військове авіаційне інженерне училище
- Харківське вище військове авіаційне училище радіоелектроніки
- Харківське вище військове командно-інженерне училище (ракетних військ)
- Харківське гвардійське вище танкове командне училище

### Військові училищаЧернігова
- Чернігівське вище військове авіаційне училище льотчиків

## Військова освіта в Україні
Військові навчальні заклади органічно входить до системи військової освіти в Україні і поділяються на мережу вищих військових навчальних закладів та військових навчальних підрозділів вищих навчальних закладів України.
Загальне керівництво системою військової освіти здійснює Департамент військової освіти та науки, який є структурним підрозділом центрального апарату Міністерства оборони України.
У відповідності до Положення про вищі військові навчальні заклади — Вищий військовий навчальний заклад (ВВНЗ) — вищий навчальний заклад державної форми власності, який здійснює на певних рівнях вищої освіти підготовку, перепідготовку та підвищення кваліфікації військових фахівців для подальшої служби на посадах офіцерського (сержантського, старшинського) або начальницького складу з метою задоволення потреб Збройних Сил України, інших утворених відповідно до законів України військових формувань, проводить наукову, науково-технічну, інноваційну та/або методичну діяльність.
Мережа військових навчальних закладів включає:
- вищі військові навчальні заклади та військові навчальні підрозділи вищих навчальних закладів, що здійснюють підготовку громадян для проходження військової служби за контрактом на посадах осіб офіцерського та сержантського складу;
- вищі військові навчальні заклади та військові навчальні підрозділи вищих навчальних закладів, що здійснюють підготовку студентів за програмами підготовки офіцерів запасу;
- військовий і військово-морський ліцеї та ліцеї з посиленою військово-фізичною підготовкою.

На теперішній час підготовка військових фахівців для Збройних Сил України та інших військових формувань держави здійснюється за повним переліком напрямів та спеціальностей (спеціалізацій) підготовки військових фахівців.
Військові навчальні заклади здійснюють підготовку офіцерів тактичного, оперативно-тактичного та оперативно-стратегічного рівнів.
Випускники військових навчальних закладів отримують диплом державного зразка за освітньо-кваліфікаційними рівнями: молодший спеціаліст, бакалавр, спеціаліст, магістр.

## Військові навчальні заклади
- Київський військовий ліцей імені Івана Богуна
- Військовий ліцей НАСВ імені гетьмана Петра Сагайдачного
- Навчально оздоровчий комплекс Київського військового ліцею імені Івана Богуна
- Харківський військовий університет
- Рязанське повітряно-десантне командне училище
- Військова академія імені М. В. Фрунзе
- Військова академія м. Одеса
- Національна академія Служби безпеки України
- Військовий інститут національного університету імені Тараса Шевченка
- Військовий інститут телекомунікацій та інформатизації
- Національна академія сухопутних військ імені гетьмана Петра Сагайдачного
- Національна академія Національної гвардії України
- Київський інститут Національної гвардії України
- Королівська військова академія (Бельгія)
- Грос-Ліхтерфельд
- Військова академія США
- Військово-морська Академія США
- Командно-штабний коледж армії США
- Воєнний коледж армії США
- Ліцей-інтернат №23 «Кадетський Корпус»